# Osaka Tōin Mittel- und Oberschule
Die Osaka Tōin Mittel- und Oberschule (大阪桐蔭中学校・高等学校 Ōsaka Tōin Chūgakkō, Kōtōgakkō) ist eine private Mittel- und Oberschule in Daitō, die im Jahr 1983 von der privaten Osaka Sangyo-Universität gegründet wurde.

## Geschichte
Gegründet wurde die private Oberschule auf dem Gelände des Daitō-Campus der privaten Ōsaka sangyō daigaku („Industriehochschule Osaka“, engl. „Osaka Sangyo University“) im Jahr 1983 zu einer Zeit als die Anzahl der Oberschüler in Japan rapide anstieg.
An der Schule wurden zu Beginn 150 Schüler unterrichtet, die zwischen zwei Bildungswegen entscheiden konnten: einen regulären und einen sportlich ausgerichteten Weg. Dieses System wurde 1998 umstrukturiert. Seit 1988 ist die Osaka Tōin Oberschule von der Ōsaka-sangyō-Universität unabhängig. Seit dem Jahr 1991 ist die Oberschule koedukativ. Im Jahr 1995 wurde eine Mittelschule eröffnet, die zum Schulkomplex gehört.
Im August des Jahres 2007 kam es zu einem Skandal als bekannt wurde, dass die Schule die Zahl der erfolgreich absolvierten Universitäts-Aufnahmeprüfungen geschönt wurde. Obwohl die Schule die Beschönigung der Zahlen zugegeben hat, wurde nicht erklärt, wie hoch die Bestehensquote tatsächlich ausgefallen ist. Laut einem Bericht des Yomiuri Shimbun nahmen 16 Schüler an insgesamt 98 Aufnahmeprüfungen teil und bestanden 88 Tests. Im Jahr 2015 geriet die Schule erneut in die Schlagzeilen als im März bekannt wurde, dass die Schulleitung große Teile des Einkommens in einen Reptilienfonds zerstreut und so eine unsachgemäße Verwaltungspraxis, die mehr als zwanzig Jahre zurückreichte, öffentlich wurden. Ein Großteil des Geldes kam von den Schulgebühren sowie überteuerte Prüfungsbögen und anderes Lehrmaterial. Es wurde berichtet, dass rund 500 Millionen Yen auf mehrere Konten, darunter auch das des ersten Schulleiters Shin’ichi Moriyama und dessen Tochter, verteilt wurden. Es wurde berichtet, dass das veruntreute Geld in Taxifahrten, teures Essen, Alkohol, Gebühren für Jukus, Golfausrüstungen, Designermode und andere Geschenke investiert wurden.
Infolge der Enthüllungen kürzte die Präfekturverwaltung Osaka die Subventionen der Sangyo-Universität für das Finanzjahr 2015 um 20 Prozent. Im April 2015 erstattete die Lehrerunion der Sangyo-Universität Anzeige gegen Moriyama und weitere ehemalige Administratoren der Schule.

## Bildungswege

### Oberschule
Strom I: Für Schüler, die ein Studium an der Universität Tokio, der Universität Kyōto oder in den medizinischen Bereich anderer nationaler Universitäten anstreben. Im zweiten Lehrjahr fokussiert sich der Lehrplan auf Wissenschaft oder Kunst.
Strom II: Für Schüler, die ein Studium an andere nationale Universitäten anstreben. Auch in diesem Bereich liegt der Schwerpunkt im zweiten Lehrjahr auf Wissenschaft oder Kunst.
Strom III: Für Schüler, die eine Karriere als Sportler oder in der Musik anstreben. Dieser Zweig weist weniger Unterrichtsfächer auf, um den Schülern mehr Zeit für Klubaktivitäten einzuräumen, wie etwa dem Schulmusikclub oder den Sportclubs. Schüler im Musikclub erhalten neun Stunden Musikunterricht pro Woche.

### Mittelschule
Englisch und mathematischer Zweig (spezialisiert): Ausgelegt für Schüler, die später an der Universität Tokio, der Universität Kyōto oder in der medizinischen Fachrichtung einer ausländischen Universität studieren möchten.
Englisch und mathematischer Zweig: Für Schüler, die später an einer nationalen Universität studieren möchten.

## Schulklubs

### Baseball
Der Baseballclub der Schule wurde 1988 gegründet. Drei Jahre später gewann der Klub die nationale Baseballmeisterschaft im Oberschul-Baseball. Im Jahr 2008 konnte die Schulmannschaft erneut die nationale Meisterschaft für sich entscheiden. Die dritte nationale Meisterschaft konnte im Jahr 2012 errungen werden.
Zahlreiche ehemalige Spieler der Schulbaseballmannschaft schafften den Sprung in die nationale Baseball-Liga und spielten in der japanischen Baseballnationalmannschaft. Tsuyoshi Nishioka gelang sogar der Sprung in die Major League Baseball, wo er zwei Jahre lang für die Minnesota Twins spielte, aber aufgrund von Verletzungen nicht an seine frühere Form anknüpfen konnte.

### Fußball
Der Fußballclub der Schule wurde 2005 gegründet und konnte sich drei Jahre später für die nationale Oberschulmeisterschaft qualifizieren, wo die Mannschaft allerdings in der zweiten Runde ausschied.
Die im Jahr 2006 gegründete Mädchenmannschaft erreichte im Jahr 2011 das Finale der nationalen Meisterschaften unterlag dort der Mannschaft der Tokiwagi Gakuen mit 3:1.

### Rugby
Die Rugbymannschaft der Schule wurde 1988 gegründet und konnte sich im Jahr 1995 erstmals für die nationale Oberschulmeisterschaft qualifizieren. Allerdings gelang der Mannschaft erst im Jahr 2013 ein Titel auf nationaler Ebene.

### Golf
Die Golfmannschaft der Osaka Tōin Oberschule konnte im Jahr 1999 die nationale Meisterschaft gewinnen.

### Basketball
Die Jungen- und Mädchenmannschaft qualifizierten sich beide erstmals im Jahr 2014 für die nationalen Meisterschaften. Die Mannschaft der Jungen erreichte bei dem Turnier die zweite Runde, während die Mädchenmannschaft in die dritte Runde einziehen konnte und dort ausschied.

### Leichtathletik
Der Leichtathletikclub wurde im Jahr 2011 als Ekiden-Club gegründet und erhielt seinen heutigen Namen ein Jahr später. Im Jahr 2013 gewann die Mannschaft die Regionalmeisterschaften von Osaka und nahm einen Monat später an der nationalen Meisterschaft teil, wo am Ende der 22. Platz heraussprang.

### Brass-Band
Der Schulmusikclub wurde im Jahr 2005 ins Leben gerufen und konnte bereits im ersten Jahr die regionale Meisterschaft für sich entscheiden. In den Jahren 2006 und 2007 vertrat die Band die Kansai-Region bei den nationalen Meisterschaften, wo sie zwei Mal den zweiten Platz erreichen konnte.
Im Jahr 2008 wurde die Qualifikation verpasst, konnte aber im darauffolgenden Jahr erneut an der nationalen Meisterschaft teilnehmen. In diesem Jahr gelang dem Schulmusikclub die erste nationale Meisterschaft. Auch in den Jahren 2010 und 2011 konnte die Meisterschaft verteidigt werden. Aufgrund der musikalischen Erfolge wird der Musikclub inzwischen für außerschulische Auftritte gebucht und konnte nationale Bekanntheit erreichen.
Seit dem 30. Juli 2021 betreibt der Schulmusikclub einen eigenen YouTube-Kanal, der inzwischen 110.000 Abonnenten erreichen konnte. Stand 13. Juni 2023 wurden auf dem Kanal 143 Videos hochgeladen, die insgesamt knapp 30 Millionen Aufrufe erreichen konnten.

## Bekannte Absolventen
- Tsuyoshi Nishioka (* 1984), Baseballspieler
- Hiroyuki Abe (* 1989), Fußballspieler
- Nao Eguchi (* 1992), Fußballspieler
- Takayuki Fukumura (* 1991), Fußballspieler
- Yuji Kitagawa (* 1986), Rugbyspieler
- Mitsuru Manshō (* 1989), Fußballspieler
- Genta Miura (* 1995), Fußballspieler
- Kiyoshi Miyazato (* 1977), Golfspieler
- Yūsaku Miyazato (* 1980), Golfspieler
- Risa Nishioka (* 1997), Basketballspielerin
- Kōsuke Shirai, (* 1994), Fußballspieler
- Paulo Jun’ichi Tanaka (* 1993), Fußballspieler
- Sayuri Matsumura (* 1992), Japanisches Idol